# 부손
부손(傅巽, ? ~ ?)은 중국 후한 말~위나라의 인물로, 자는 공제(公悌)이며 양주(涼州) 북지군(北地郡) 이양현(泥陽縣) 사람이다.

## 생애
유표(劉表)를 섬겼으며, 유표 사후 뒤를 이은 유종(劉琮)에게 조조(曹操)에게 항복할 것을 진언하였다. 그 공적을 인정받아 관내후(關內侯)에 봉해졌으며, 후에는 조비(曹丕)의 황제 즉위에 힘써 시중(侍中)에 임명되었다.
용모가 출중하고 박학다식하였으며, 인물 비평의 대가였다고 한다.
그는 당시 중국 강남(江南-장강 이남)에서 봉추(鳳雛)라는 별호(別號)로 유명하였던 시무(時務-그 시대에 중요하게 다루어야 할 일)를 아는 준걸(俊傑-재주와 슬기가 매우 뛰어남. 또는 그런 사람) 방통(龐統)을 "재지(才智-재주와 지략)가 뛰어난 영웅(英雄-지혜와 재능이 뛰어나고 용맹하여 보통 사람이 하기 어려운 일을 해내는 사람)이지만 기량(器量-사람의 재능과 도량을 아울러 이르는 말)이 불완전(不完全)하다." 고 평(評)했고 중국 동진(東晉) 말~송나라 초기 때의 유명한 역사학자·정치가 배송지(裴松之)의 조상인 배잠(裴潛)한테는 "청결(清潔-청렴결백(淸廉潔白)의 준말, 마음이 맑고 깨끗하며 탐욕이 없음)하고 품행방정(品行方正-품성과 행실이 바르고 단정함)한 인물이며 끝내 그의 청렴한 행실로 인해 현달(顯達-벼슬, 명성, 덕망이 높아서 이름이 세상에 드러남)할 것" 이라고 평하였으며 당대의 전도유망(前途有望-앞으로 잘 될 희망이 있음. 또는 장래가 유망함)한 기대주로 이름을 모았던 위풍(魏諷)을 보고서는 "결코 큰 자리에 오르지 못할 것이며 훗날 위나라에 반기를 들 것이다."라고 간파하였다.

## 같이 보기
- 삼국지 인물 목록